# Liste der Hauptstrassen der Schweiz

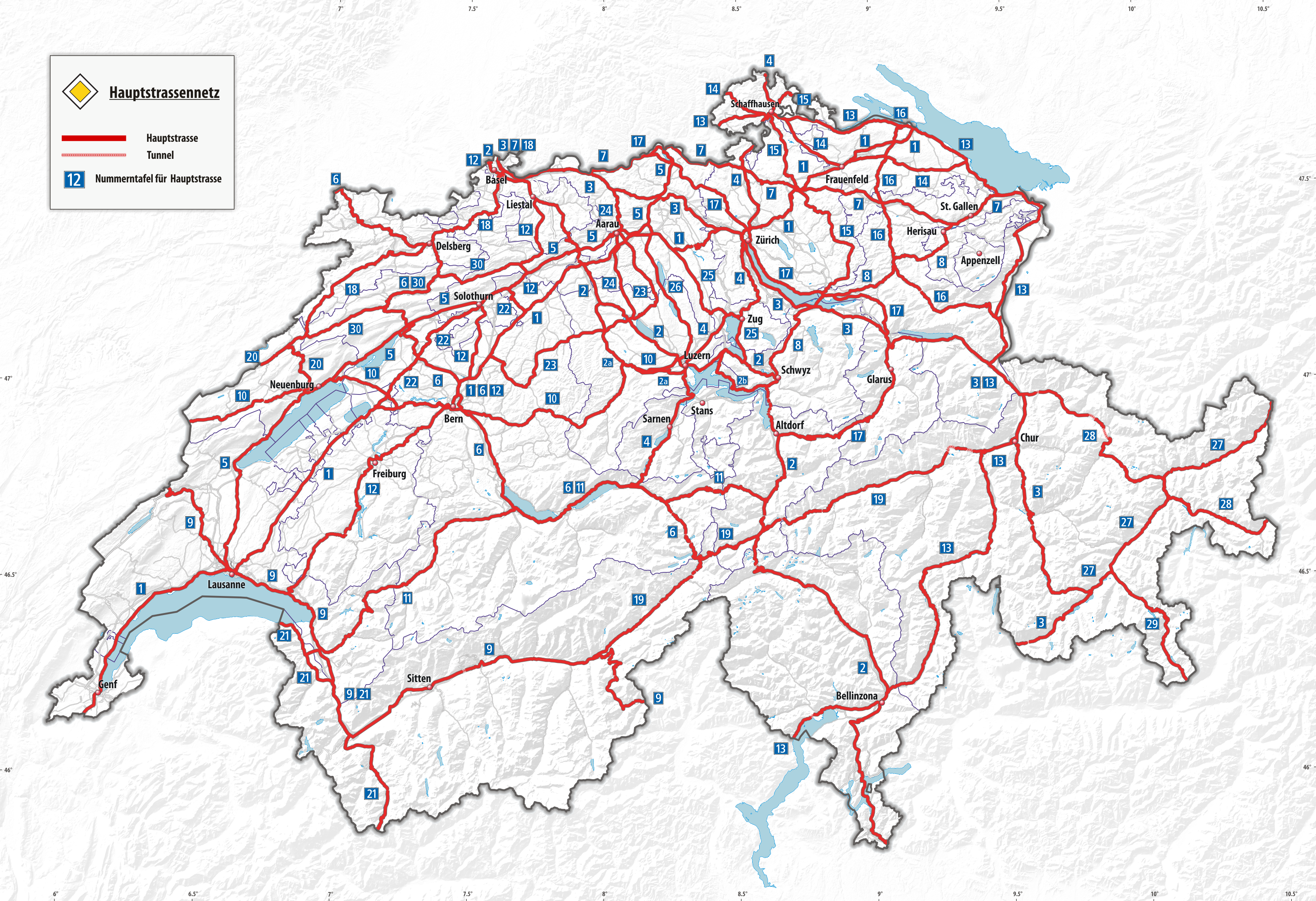
Das Hauptstrassennetz der Schweiz

Die Liste der Hauptstrassen der Schweiz führt alle Hauptstrassen der Schweiz auf.

## Liste der Hauptstrassen

### Mit den «Nummerntafeln für Hauptstrassen» gekennzeichnete Hauptstrassen
Die wichtigsten Hauptstrassen haben ein- oder zweistellige Nummern und sind mit den «Nummerntafeln für Hauptstrassen» gekennzeichnet. Die Hauptstrasse 16 verläuft auch durch das Fürstentum Liechtenstein.

| Nr. | Startpunkt           | Endpunkt                  | Länge (km) | Routenverlauf |
| --- | -------------------- | ------------------------- | ---------- | --- |
| H1  | Perly GE             | Kreuzlingen TG            | 343        | Genève – Lausanne – Murten – Bern – Lenzburg – Mutschellenpass – Zürich (Bernerstrasse) – Wallisellen – Winterthur – Frauenfeld – Kreuzlingen                                                             |
| H2  | Basel-Burgfelden     | Chiasso TI                | 319        | Basel – Augst – Liestal – Sissach – Unterer Hauenstein – Olten – Sursee – Luzern – Küssnacht – Arth – Brunnen – Göschenen – Gotthard – Airolo – Bellinzona – Lugano – Chiasso – (Como, Via Bellinzona)    |
| H2a | Dagmersellen LU      | Luzern                    | 043        | Dagmersellen – Willisau – Wolhusen – Kriens – Luzern / |
| H2b | Küssnacht SZ         | Ingenbohl SZ              | 027        | Küssnacht – Weggis – Vitznau – Gersau – Brunnen – Ingenbohl / |
| H3  | Basel                | Castasegna GR             | 343        | (Weil am Rhein, ) – Basel – Frick – Brugg – Baden – Zürich (Berner Strasse) – Pfäffikon – Sargans – Chur – Lenzerheide – Tiefencastel – Julierpass – Silvaplana – Malojapass – Castasegna – (Chiavenna, ) |
| H4  | Bargen SH            | Meiringen BE              | 158        | (Blumberg, ) – Bargen – Schaffhausen – Bülach – Zürich (Leimbach) – Adliswil – Zug – Luzern – Hergiswil – Sarnen – Brünig – Meiringen /                                                                   |
| H5  | Lausanne             | Koblenz AG                | 206        | Lausanne-Prilly – Yverdon – Neuchâtel – Biel/Bienne – Solothurn – Olten – Aarau – Brugg – Koblenz |
| H6  | Boncourt JU          | Gletsch VS                | 251        | (Belfort, D 19) – Boncourt – Porrentruy – Delémont – Moutier – Biel/Bienne – Lyss – Bern – Thun – Spiez – Interlaken – Brienz – Meiringen – Grimselpass – Gletsch                                         |
| H7  | Basel                | St. Margrethen SG         | 183        | (Weil am Rhein, ) – Basel – Koblenz – Bad Zurzach – Kaiserstuhl – Winterthur – Wil – St. Gallen – Rorschach – St. Margrethen – (Höchst, )                                                                 |
| H8  | St. Gallen           | Ingenbohl SZ              | 092        | St. Gallen Winkeln – Herisau – Wattwil – Ricken – Rapperswil – Pfäffikon – Sattel – Schwyz – Ibach – Ingenbohl                                                                                            |
| H9  | Vallorbe VD          | Gondo VS                  | 233        | (Pontarlier, N 57) – Vallorbe – Lausanne – Vevey – Martigny – Sion – Brig – Simplonpass – Gondo – (Domodossola, )                                                                                         |
| H10 | Les Verrières NE     | Luzern                    | 179        | (Pontarlier, D 67BIS) – Les Verrières – Neuchâtel – Kerzers – Bern – Langnau – Wolhusen – Luzern / |
| H11 | Vionnaz VD           | Wassen UR                 | 201        | Vionnaz – Aigle – Col des Mosses – Château-d’Oex – Zweisimmen – Spiez – Interlaken – Innertkirchen – Sustenpass – Wassen                                                                                  |
| H12 | Vevey VD             | Basel                     | 186        | Vevey – Bulle – Freiburg – Bern – Solothurn – Balsthal – Oberer Hauenstein – Liestal – Basel |
| H13 | Trasadingen SH       | Brissago TI               | 320        | (Waldshut, ) – Trasadingen – Schaffhausen – Kreuzlingen – Romanshorn – Rorschach – Buchs – Chur – Thusis – (San-Bernardino-Pass) – Bellinzona – Locarno – Brissago – (Verbania, )                         |
| H14 | Schleitheim SH       | Romanshorn TG             | 086        | (Stühlingen, ) – Schleitheim – Schaffhausen – Frauenfeld – Weinfelden – Sulgen – Amriswil – Romanshorn |
| H15 | Thayngen SH          | Rapperswil SG             | 090        | (Gottmadingen, ) – Thayngen – Schaffhausen – Winterthur – Turbenthal – Wald – Rapperswil / |
| H16 | Tägerwilen TG        | Buchs SG                  | 105        | (Konstanz, ) – Tägerwilen – Märstetten – Wil – Wattwil – Wildhaus – Buchs – (Schaan, ) |
| H17 | Leibstadt AG         | Altdorf                   | 178        | Leibstadt – Dielsdorf – Zürich – Rapperswil – Uznach – Glarus – Linthal – Klausenpass – Altdorf |
| H18 | La Chaux-de-Fonds NE | Birsfelden BL             | 096        | La Chaux-de-Fonds – Saignelégier – Delémont – Laufen – (/ Birsfelden-Hagnau) |
| H19 | Brig VS              | Reichenau GR              | 163        | Brig – Gletsch – Furkapass – Andermatt – Oberalppass – Disentis/Mustér – Flims – Reichenau |
| H20 | Le Locle NE          | Neuenburg                 | 029        | (Morteau, D 461) – Le Locle – La Chaux-de-Fonds – Neuchâtel |
| H21 | Saint-Gingolph VS    | Grosser Sankt Bernhard VS | 086        | (Évian-les-Bains, N 5/N 1005) – Saint-Gingolph – Monthey – Bex – Martigny – Orsières – Grosser St. Bernhard-Pass – (Aosta, )                                                                              |
| H22 | Murten FR            | Herzogenbuchsee BE        | 068        | Murten – Lyss – Solothurn – Wangen an der Aare – Herzogenbuchsee |
| H23 | Kirchberg BE         | Aarau                     | 094        | Kirchberg – Burgdorf – Sumiswald – Huttwil – Sursee – Beromünster – Reinach – Suhr – Aarau / |
| H24 | Sursee LU            | Frick                     | 043        | Sursee – Schöftland – Aarau – Staffelegg – Frick |
| H25 | Lenzburg AG          | Arth SZ                   | 057        | () Lenzburg – Sins – Zug ZG – Walchwil – Arth |
| H26 | Wildegg AG           | Emmenbrücke LU            | 045        | Wildegg – Lenzburg – Beinwil am See – Hochdorf – Eschenbach – Emmenbrücke |
| H27 | Silvaplana GR        | Vinadi GR                 | 089        | – Silvaplana – St. Moritz – Samedan – Scuol – Martina – Vinadi – (Pfunds, ) |
| H28 | Landquart GR         | Müstair GR                | 114        | Landquart – Davos – Flüelapass – Susch – Zernez – Ofenpass – Müstair – (Schluderns, ) |
| H29 | Samedan GR           | Campocologno GR           | 051        | – Samedan – Pontresina – Berninapass – Poschiavo – Campocologno – (Tirano, ) |
| H30 | La Cibourg           | Balsthal SO               | 074        | La Cibourg – Sonceboz – Moutier – Balsthal |

### Nicht mit den «Nummerntafeln für Hauptstrassen» gekennzeichnete Hauptstrassen
Nicht mit den «Nummerntafeln für Hauptstrassen» gekennzeichneten Hauptstrassen haben in der Schweiz dreistellige Nummern und sind nicht auf Richtungsweisern oder Strassenkarten als solche gekennzeichnet. Die Hauptstrassen 101–474 sind abgesehen von einigen Pässen im Winter ohne Einschränkung befahrbar.

#### Hauptstrassen, die allgemein zugänglich sind
| Nr.   | Startpunkt                | Endpunkt                  | Länge     | Routenverlauf |
| ----- | ------------------------- | ------------------------- | --------- | --- |
| 101   | Genf                      | Meyrin GE                 | 6 km      | Genf – Meyrin – (Saint-Genis-Pouilly) |
| 102   | Genf                      | Moillesulaz GE            | 5 km      | Genf – Moillesulaz – (Annemasse) |
| 103   | Genf                      | Chancy GE                 | 15 km     | Genf – Chancy – (Bellegarde-sur-Valserine) |
| 104   | Plan-les-Ouates GE        | Cointrin GE               |           | Plan-les-Ouates – (Pont – Butin) – Cointrin |
| 105   | Genf                      | Anières GE                | 12 km     | Genf – Vésenaz – Anières (Zoll) – D1005 |
| 106   | Genf                      | Le Grand-Saconnex GE      |           | Genf – Le Grand-Saconnex – (Ferney-Voltaire) – D1005 |
| 107   | Le Bouchet GE             | Meyrin GE                 |           | Le Bouchet – Cointrin (Flughafen) – Meyrin (Route de Pré-Bois)                                                                                           |
| 109   | Genf                      | Satigny GE                | 8 km      | Genf – Route du Nant d'Avril (Vernier – Meyrin – Satigny – 110)                                                                                          |
| 110   | Meyrin GE                 | Dardagny GE               |           | Route du Mandement (Meyrin – 109 – Satigny – Le Moulin – Dardagny) – (Saint-Jean-de-Gonville)                                                            |
| 111   | Genf                      | Chêne-Bourg GE            |           | Genf (Malagnou) – Sous-Moulin – Chêne-Bourg |
| 112   | Genf                      | Veyrier GE                |           | Genf – Veyrier |
| 112.1 | Genf                      |                           |           | Genf (Route du Val d'Arve, Verbindungsstrasse Route de Saint-Julien – Route de Malagnou)                                                                 |
| 113   | Vésenaz GE                | Hermance GE               | 9 km      | Vésenaz – Hermance |
| 114   | Carouge GE                | Croix-de-Rozon GE         |           | Carouge – Croix-de-Rozon |
| 115   | Thônex GE                 | Monniaz GE                | 11 km     | Thônex – Puplinge – Jussy – Monniaz (Zoll) |
| 116   | Genf                      | Vandœuvres GE             |           | Genf – Vandœuvres |
| 121   | Mies VD                   | Coppet VD                 | 7 km      | – Mies – Commugny – Coppet – (Divonne-les-Bains) |
| 122   | Nyon VD                   | Crassier VD               |           | Nyon – Crassier – (Divonne-les-Bains D 984C) |
| 123   | Nyon VD                   | La Cure VD                |           | Nyon – Saint-Cergue – La Cure – (Morez) |
| 124   | Nyon VD                   | Cheseaux-sur-Lausanne VD  |           | Nyon – Bursins – Aubonne – Bussy – Cottens – Cossonay – Penthalaz – Sullens – Cheseaux-sur-Lausanne                                                      |
| 125   | Gland VD                  | Saint-Cergue VD           |           | – Gland – Begnins – Arzier – Saint-Cergue |
| 126   | Aubonne VD                | Aubonne VD                |           | Aubonne – |
| 126.1 | Allaman VD                | Aubonne VD                |           | Allaman – Aubonne – 126 |
| 127   | Rolle VD                  |                           |           | Rolle ( – – 124) |
| 128   | Morges VD                 | Bière VD                  |           | Morges – Lully – Bussy – Apples – Ballens – Bière |
| 129   | Morges VD                 | Le Pont VD                |           | Morges – Cossonay – L’Isle – Col du Mollendruz – Le Pont                                                                                                 |
| 130   | Yverdon-les-Bains VD      | Le Pont VD                |           | Yverdon-les-Bains – Orbe – Croy – Vaulion – Pétra Félix – Mont du Lac – L’Abbaye – Le Brassus – Le Lieu – Le Pont                                        |
| 130.1 | Le Pont VD                | L’Abbaye VD               |           | Le Pont – L’Abbaye |
| 131   | Le Brassus VD             | Le Pont VD                |           | Le Brassus – Le Lieu – Le Pont |
| 132   | Le Creux VD               | Chavornay                 |           | Le Creux – Ballaigues – Orbe – Chavornay – |
| 133   | Boscéaz                   | Oulens-sous-Echallens VD  |           | Boscéaz 130 – Orbe (Granges Saint-Martin) – Orny – La Sarraz – Eclépens – Oulens-sous-Echallens                                                          |
| 134   | Lausanne                  | Chavornay                 |           | Lausanne (Blécherette) – Cheseaux-sur-Lausanne – Oulens-sous-Echallens – Chavornay                                                                       |
| 135   | Préverenges VD            | Cheseaux-sur-Lausanne VD  |           | Préverenges – Denges – Crissier – Cheseaux-sur-Lausanne                                                                                                  |
| 136   | Saint-Sulpice VD          | Renens VD                 |           | Saint-Sulpice – Renens |
| 137   | Lausanne                  | Aclens VD                 |           | Lausanne (Galicien) – Renens – Croix-de-Plan – Aclens |
| 138   | Lutry VD                  | Ecublens VD               |           | Lutry – Pully (Hafen) – Lausanne (Cour) – Lausanne (Bourdonnette) – Chavannes-près-Renens – Ecublens                                                     |
| 139   | Prilly VD                 | Le Mont-sur-Lausanne VD   |           | Prilly – Lausanne – Blécherette – Le Mont-sur-Lausanne                                                                                                   |
| 139.1 | Lausanne                  |                           |           | Lausanne (Stadt – – Blécherette) |
| 140   | Les Gonelles VD           | Syens VD                  |           | Les Gonelles – Chexbres – Forel (Lavaux) – Carrouge – Syens                                                                                              |
| 141   | Lausanne                  | Forel (Lavaux) VD         |           | Lausanne (La Sallaz) – Savigny – Forel (Lavaux) |
| 142   | Le Sépey VD               | Saanen BE                 |           | Le Sépey – Col du Pillon – Gstaad – Saanen |
| 143   | Les Moulins VD            |                           |           | Les Moulins – (in Richtung Col des Mosses) |
| 144   | Noville VD                | Chessel VS                |           | – Noville – Chessel – |
| 145   | Collombey VS              | Saint-Triphon VD          |           | Collombey – Saint-Triphon – |
| 146   | Massongex VS              | Saint-Maurice VS          |           | Massongex – Saint-Maurice |
| 147   | Ollon VD                  | Barboleusaz VD            |           | – Ollon – Villars-sur-Ollon – Barboleusaz (Gryon) |
| 149   | Sainte-Croix VD           | Col des Roches NE         | 39 km     | Sainte-Croix – Fleurier – La Brévine – Le Cerneux – Péquignot – Col des Roches                                                                           |
| 150   | Lausanne                  | Estavayer-le-Lac FR       | 45 km     | Lausanne – Le Mont-sur-Lausanne – Bottens – Possens – Thierrens – Combremont-le-Petit – Combremont-le-Grand – Vesin – Estavayer-le-Lac                   |
| 151   | L'Auberson VD             | Châtel-Saint-Denis FR     | 74 km     | (Pontarlier) – L'Auberson – Col des Étroits – Sainte-Croix – Yverdon-les-Bains – Thierrens – Moudon – Oron-la-Ville – Châtel-Saint-Denis –               |
| 151.1 | Montet (Glâne) FR         | Romont FR                 | 13 km     | Montet (Glâne) 151 – Ursy – Romont |
| 152   | Yverdon-les-Bains VD      | Avenches                  | 41 km     | Yverdon-les-Bains – Yvonand – Estavayer-le-Lac – Saint-Aubin – Villars-le-Grand – Salavaux – bei Avenches                                                |
| 153   | Avenches VD               | Gampelen BE               | 21 km     | – Avenches – Villars-le-Grand – Chabrey – Cudrefin – Gampelen                                                                                            |
| 154   | Essertes VD               | Vaulruz FR                | 18 km     | Essertes – Oron-la-Ville – Oron-le-Châtel – Fiaugères – (Nähe Autobahnausfahrt Vaulruz)                                                                  |
| 155   | Oron-le-Châtel VD         | Freiburg                  | 37 km     | Oron-le-Châtel – Bouloz – Romont – Chénens – Matran – Freiburg                                                                                           |
| 156   | Lucens VD                 | Vaulruz FR                | 19 km     | Lucens – Romont – Vaulruz |
| 157   | Payerne VD                | Freiburg                  | 18 km     | Payerne – Grolley – 157.1 – Belfaux – Freiburg |
| 157.1 | Avenches VD               | Misery FR                 | 7 km      | Avenches – Misery – 157 |
| 168   | La Chaux-de-Fonds         | Doubs NE                  | 12 km     | La Chaux-de-Fonds – vor Abzweigung Biaufond am Doubs – (Maîche D 464)                                                                                    |
| 169   | Le Locle NE               | Les Brenets NE            | 6 km      | Le Locle – Les Brenets |
| 170   | Corcelles-Cormondrèche NE | Le Locle NE               | 25 km     | Corcelles-Cormondrèche – La Tourne – Les Petits Ponts 171 – Les Ponts-de-Martel – Le Locle                                                               |
| 171   | Travers NE                | Les Petits Ponts NE       | 7 km      | Travers – Les Petits Ponts 170 |
| 172   | Saint-Blaise NE           | Neuchâtel                 | 6 km      | Saint-Blaise – Hauterive – La Coudre – Neuchâtel |
| 173   | Les Grattes NE            | Colombier NE              | 7 km      | Les Grattes – Rochefort – Bôle – Colombier – / (Areuse)                                                                                                  |
| 174   | Auvernier NE              | Peseux NE                 | 3 km      | (Auvernier) – – Auvernier – Peseux |
| 177   | Murten FR                 | Schwarzsee FR             | 40 km     | Murten – Salvenach – Düdingen – Tafers – Plaffeien 178 – Schwarzsee                                                                                      |
| 178   | Freiburg                  | Plaffeien FR              | 21 km     | Freiburg – Giffers – Plasselb – Plaffeien 177 |
| 178.1 | Römerswil FR              | Tafers FR                 | 4 km      | Römerswil – St. Ursen – Tafers |
| 179   | Chastels FR               | Laupen BE                 | 11 km     | Chastels (Kastels) – Düdingen – Laupen |
| 180   | Freiburg                  | Broc FR                   | 25 km     | Freiburg – Marly – La Roche – Botterens – 189 Broc |
| 180.1 | Bürglen FR                | Tentlingen FR             | 5 km      | Bürglen – Marly – Tentlingen |
| 181   | Estavayer-le-Lac FR       | Freiburg                  | 27 km     | Estavayer-le-Lac – Bussy – Payerne – Umfahrung Payerne – Prez-vers-Noréaz – Freiburg                                                                     |
| 181.1 | Avry-sur-Matran FR        | Matran FR                 | 2 km      | Avry-sur-Matran 181 – Matran |
| 182   | Freiburg                  | Ins BE                    | 26 km     | Freiburg – Courtepin – Murten (Ryfstrasse) – Muntelier – Sugiez (Le Péage) – Ins                                                                         |
| 183   | Freiburg                  | Riggisberg BE             | 32 km     | Freiburg – Tafers – Heitenried – Schwarzenburg – Riggisberg – (bei Kirchenthurnen bzw. Rümligen)                                                         |
| 186   | Vesin FR                  |                           | 1 km      | Vesin (Route de Cugy – Pot de fer – 181) |
| 189   | Bulle FR                  | Jaun FR                   | 26 km     | Bulle – Broc – Jaun 505 |
| 190   | Bulle FR                  | Château-d’Oex VD          | 25 km     | Bulle – Epagny – Montbovon – Château-d’Oex |
| 191   | Broc FR                   | Epagny FR                 | 2 km      | Broc – Epagny |
| 192   | Riaz FR                   | Corbières FR              | 4 km      | Riaz – Corbières |
| 193   | Bossonnens FR             | Jongny FR                 | 5 km      | Bossonnens – Jongny |
| 201   | Monthey VS                | Pas de Morgins VS         |           | Monthey – Pas de Morgins – (Abondance) |
| 202   | Troistorrents VS          | Champéry VS               |           | Troistorrents – Champéry |
| 203   | Martigny VS               | Le Châtelard VS           |           | Martigny-Ville – Martigny-Bourg – Col de la Forclaz – Le Châtelard – (Chamonix-Mont-Blanc)                                                               |
| 204   | Ravoire VS                |                           |           | 203 – Ravoire |
| 205   | Sembrancher VS            | Verbier VS                |           | Sembrancher – Le Châble – Verbier |
| 206   | Sion                      | Les Haudères VS           |           | Sion – Vex – Les Haudères |
| 207   | Sion                      | Haute-Nendaz VS           |           | Sion – Haute-Nendaz |
| 208   | Sierre VS                 | Crans-sur-Sierre VS       |           | Sierre – Montana – Crans-sur-Sierre |
| 209   | Montana VS                | Vermala VS                |           | Montana – Vermala |
| 210   | Sierre VS                 | Crans-sur-Sierre VS       |           | Sierre – Corin – Chermignon – Crans-sur-Sierre |
| 210.1 | Sierre VS                 | Zinal VS                  |           | Sierre – Vissoie – Ayer – Zinal |
| 211   | Susten VS                 | Leukerbad VS              |           | Susten – Leuk – Leukerbad |
| 212   | Visp VS                   | Saas-Fee VS               | 26 km     | Visp – Stalden – Saas-Grund – Saas-Fee |
| 212.1 | Saas-Grund VS             | Mattmarksee VS            |           | Saas-Grund – Saas-Almagell – Mattmarksee |
| 213   | Stalden VS                | Täsch VS                  | 24 km     | Stalden – Täsch |
| 214   | Naters VS                 | Mund VS                   |           | Naters – Mund |
| 215   | Naters VS                 | Blatten bei Naters VS     |           | Naters – Blatten bei Naters |
| 216   | Fiesch VS                 | Fieschertal VS            |           | Fiesch – Fieschertal |
| 219   | Reidenbach BE             | Jaunpass BE               | 11 km     | Reidenbach – Jaunpass – Kantonsgrenze BE/FR 505 |
| 220   | Zweisimmen BE             | Lenk im Simmental BE      |           | Zweisimmen – Lenk |
| 221   | Bern                      | Grindelwald BE            | 72 km     | Bern – Belp – Thun – Gunten – Interlaken – Grindelwald                                                                                                   |
| 221.1 | Thun BE                   |                           |           | Thun ( – – Nord – ) |
| 221.2 | Belp BE                   | Metzgerhüsi BE            |           | Belp – Rubigen – Worb – Enggistein – Metzgerhüsi |
| 222   | Zweilütschinen BE         | Stechelberg BE            |           | Zweilütschinen – Lauterbrunnen – Stechelberg |
| 223   | Spiez BE                  | Kandersteg BE             | 27 km     | Spiez – Frutigen – Kandersteg |
| 223.1 | Frutigen BE               | Adelboden BE              | 13 km     | Frutigen – Adelboden |
| 226   | Brünigpass BE             | Meiringen BE              |           | Brünigpass – Meiringen – |
| 227   | Gwatt BE                  | Wimmis/Erlenbach BE       |           | Gwatt – (zwischen Wimmis und Erlenbach) |
| 228   | Münsingen BE              | Zäziwil BE                |           | Münsingen – Konolfingen – Zäziwil |
| 229   | Kiesen BE                 | Kleindietwil BE           |           | Kiesen – Konolfingen – Grosshöchstetten – Biglen – Walkringen – Schafhausen – Rüegsbach – Affoltern im Emmental – Häusernmoos – Ursenbach – Kleindietwil |
| 229.1 | Ursenbach BE              | Walterswil BE             |           | Ursenbach – Walterswil BE – |
| 229.2 | Affoltern im Emmental BE  | Weier im Emmental BE      |           | Affoltern im Emmental – Weier im Emmental |
| 229.3 | Oberdiessbach BE          | Schüpbach BE              |           | Oberdiessbach – Linden – Röthenbach im Emmental – Eggiwil – Schüpbach                                                                                    |
| 229.4 | Thun BE                   | Wiggen LU                 |           | Thun – Steffisburg – Oberei – Schallenberg – Schangnau – Marbach – Wiggen (Egghus)                                                                       |
| 229.5 | Kreuzweg BE               | Jassbach BE               |           | Kreuzweg – Heimenschwand – Jassbach |
| 229.6 | Oberei BE                 | Röthenbach im Emmental BE |           | Oberei – Röthenbach im Emmental |
| 229.7 | Siehenstrasse             |                           |           | Verbindungsstrasse zwischen 229.3 und Schallenbergstrasse                                                                                                |
| 229.8 | Schangnau BE              | Kemmeriboden BE           |           | Schangnau – Kemmeriboden |
| 230.1 | Riggisberg BE             | Gurnigel BE               |           | Riggisberg – Rüti bei Riggisberg – Gurnigel |
| 231   | Wattenwil BE              | Burgistein Station BE     |           | Wattenwil – Burgistein Station |
| 232   | Bern                      | Riffenmatt BE             |           | Bern – Schwarzenburg – Milken – Riffenmatt |
| 232.1 | Schwarzenburg BE          | Riffenmatt BE             |           | Schwarzenburg – Riedstätt – Kalchstätten – Guggisberg – Riffenmatt                                                                                       |
| 233   | Laupen BE                 | Neuenegg BE               |           | Laupen – Neuenegg – |
| 233.1 | Neuenegg BE               | Lanzenhäusern BE          | 9 km      | Neuenegg – Flamatt – Albligen – Lanzenhäusern |
| 234   | Bern                      | Worb BE                   |           | Bern – Deisswil bei Münchenbuchsee – Boll – Worb |
| 234.1 | Bern                      |                           |           | Bern (Papiermühlestrasse) |
| 234.2 | Bern                      |                           |           | Bern (Worblentalstrasse) |
| 234.3 | Bern                      | Hub BE                    |           | Bern (Bolligenstrasse ab Schermenweg) – Bolligen – Hub – 234.5                                                                                           |
| 234.4 | Bern                      |                           |           | Bern (234 – Röhrswylstrasse – 234.3) |
| 234.5 | Boll BE                   | Oberburg BE               |           | Boll – Lindental – Krauchthal – Oberburg |
| 235   | Nidau BE                  | Bern                      | 30 km     | Nidau – Bellmund – Aarberg – Frieswil – Bern-Bethlehem /                                                                                                 |
| 235.1 | Biel/Bienne BE            | Lengnau BE                |           | Biel/Bienne – Mett – Orpund – Meinisberg – Lengnau |
| 235.2 | Frinvillier/Rondchâtel BE |                           |           | Verbindungsstrassen zwischen den beiden Fahrbahnen der in Frinvillier und Rondchâtel                                                                     |
| 235.3 | Studen BE                 | Büetigen BE               |           | Studen – Büetigen |
| 235.4 | Innerberg BE              | Oberzollikofen BE         |           | Innerberg – Säriswil – Uettligen – Ortschwaben – Kirchlindach – Oberzollikofen                                                                           |
| 235.5 | Wohlen bei Bern BE        | Uettligen BE              |           | Wohlen bei Bern – Uettligen |
| 235.6 | Uettligen BE              | Halenbrücke BE            |           | Uettligen – Halenbrücke |
| 236   | Aarberg BE                | Bern                      | 18 km     | Aarberg – Frienisberg – Ortschwaben – Bern |
| 237   | Ins BE                    | Aarberg BE                |           | Ins – Treiten – Siselen – Aarberg |
| 237.1 | Ins BE                    | Nidau BE                  |           | Ins – Brüttelen – Täuffelen – Nidau |
| 237.2 | Le Landeron NE            | Lüscherz BE               | 11 km     | Le Landeron – St. Johannsen – Erlach – Vinelz – Lüscherz – 237.1                                                                                         |
| 237.3 | Zihlbrücke BE             | Gals BE                   | 3 km      | Zihlbrücke BE – Gals – 237.2 (bei Neuhaus) |
| 238   | Schönbrunnen BE           | Urtenen-Schönbühl BE      |           | Schönbrunnen – Urtenen-Schönbühl |
| 239.1 | Langenthal BE             | Gondiswil BE              |           | Langenthal – Melchnau – Gondiswil – |
| 240   | Burgdorf BE               | Langenthal BE             |           | Burgdorf – Wynigen – Langenthal |
| 241   | Langenthal BE             | Kaltenherberge BE         |           | Langenthal – Kaltenherberge |
| 242   | Bätterkinden BE           | Kirchberg BE              |           | Bätterkinden – Kirchberg |
| 243   | Ramsei BE                 | Langnau im Emmental BE    |           | Ramsei – Langnau im Emmental |
| 243.1 | Grünenmatt BE             | Grünen BE                 |           | Grünenmatt – Trachselwald – Grünen |
| 243.2 | Grünen BE                 | Wasen im Emmental BE      |           | Grünen – Sumiswald – Wasen im Emmental |
| 244   | Niederbipp BE             | Huttwil BE                | 26 km     | Niederbipp – Aarwangen – Langenthal – Kleindietwil – Huttwil                                                                                             |
| 244.1 | Huttwil BE                | Wyssachen BE              |           | Huttwil – Wyssachen |
| 244.2 | Huttwil BE                | Eriswil BE                |           | Huttwil – Eriswil |
| 245   | Hindelbank BE             | Heimiswil BE              |           | Hindelbank – Burgdorf – Heimiswil |
| 245.1 | Fraubrunnen BE            | Kernenried BE             |           | Fraubrunnen – Kernenried – |
| 245.2 | Krauchthal BE             | Hindelbank BE             |           | Krauchthal – Hindelbank |
| 245.3 | Burgdorf BE               |                           |           | Burgdorf (234.5 – Pleerstrasse – 245) |
| 246   | Fahy                      | Courtedoux JU             | 7 km      | (Abbévillers D 34) – Fahy – Courtedoux |
| 246.1 | Grandgourt JU             | Beurnevésin JU            | 9 km      | Grandgourt – Lugnez – Beurnevésin |
| 247   | Damvant JU                | Lucelle JU                | 31 km     | (Pont-de-Roide-Vermondans D 73) – Damvant – Porrentruy – Alle – 247.1 – 247.3 – Charmoille – (D 432 bei Lucelle)                                         |
| 247.1 | Alle JU                   | Beurnevésin JU            | 10 km     | 247 bei Alle – Bonfol – Beurnevésin – (Pfetterhouse D 10B)                                                                                               |
| 247.2 | Miécourt JU               |                           | 2 km      | Miécourt – (Courtavon D 473) |
| 247.3 | Cornol JU                 | Charmoille JU             | 4 km      | Cornol – Fregiécourt – 247 bei Charmoille |
| 247.4 | Bure JU                   | Porrentruy JU             | 7 km      | Bure – Porrentruy |
| 248   | Goumois JU                | Tavannes BE               | 26 km     | (D 437A Goumois) – Goumois JU – Saignelégier – 248.1 – Tramelan – Tavannes                                                                               |
| 248.1 | La Ferrière BE            | Tramelan JU               | 18 km     | La Ferrière – Les Breuleux – Mont-Tramelan 248.2 – 248 bei Tramelan                                                                                      |
| 248.2 | Saint-Imier BE            | Mont-Tramelan BE          | 8 km      | Saint-Imier – Mont Crosin – Mont-Tramelan 248.1 |
| 248.3 | Les Emibois JU            | Les Breuleux JU           | 4 km      | Les Emibois – Les Breuleux 248 |
| 248.4 | Tavannes BE               | Bassecourt JU             | 20 km     | bei Tavannes BE – Bellelay – Gorges du Pichoux – Undervelier – bei Bassecourt                                                                            |
| 249   | La Motte JU               | Glovelier JU              | 24 km     | (Glère D 437C) – La Motte – Saint-Ursanne – Les Malettes – Col des Rangiers – La Caquerelle 249.1 – Boécourt – Glovelier                                 |
| 249.1 | La Caquerelle JU          | La Roche JU               | 10 km     | 249 La Caquerelle – La Roche |
| 250   | Lucelle JU                | Develier JU               | 13 km     | Lucelle – Bourrignon – Develier |
| 250.1 | Neumühle BL               | Soyhières JU              | 12 km     | Neumühle – Movelier – Soyhières |
| 250.2 | Delémont                  | Mervelier JU              | 12 km     | Delémont – Vicques – Mervelier |
| 251   | Seedorf BE                | St. Niklaus SO            |           | Seedorf – Wiler bei Seedorf – Suberg – Wengi – Messen – Limpach – Bätterkinden – Koppigen – St. Niklaus                                                  |
| 251.1 | Lyss BE                   | Wiler bei Seedorf BE      |           | Lyss – Wiler bei Seedorf |
| 252   | Schönbrunnen BE           | Pieterlen BE              |           | Schönbrunnen – Rapperswil – Schnottwil – Büren an der Aare – Meinisbergkreuzung – Pieterlen                                                              |
| 252.1 | Schnottwil SO             | Lohn SO                   |           | Schnottwil – Hessigkofen – Lüterkofen – Lohn |
| 252.2 | Grenchen SO               | Arch BE                   |           | Grenchen – Arch |
| 253   | Zwingen BL                | Breitenbach SO            |           | Zwingen – Brislach – Breitenbach |
| 254   | Koppigen BE               | Riedholz                  |           | Koppigen – Recherswil – Derendingen – Riedholz |
| 255   | Langenthal BE             | Zofingen AG               | 18 km     | Langenthal – 256 bei St. Urban – Vordemwald – Strengelbach – Zofingen                                                                                    |
| 256   | Roggwil BE                | Zell LU                   | 15 km     | – Roggwil – St. Urban – Altbüron – Grossdietwil – Fischbach – Zell                                                                                       |
| 256.1 | Melchnau BE               | Altbüron LU               |           | Melchnau – Altbüron |
| 265   | Olten SO                  | Schönenwerd SO            |           | Olten – Winznau – Niedergösgen – Schönenwerd |
| 266   | Niedergösgen SO           | Aarau                     |           | Niedergösgen – Erlinsbach SO – Erlinsbach AG – Aarau |
| 266.1 | Wöschnau SO               | Aarau                     |           | Wöschnau – Schachen – Aarau (Nordumfahrung) |
| 267   | Kleinlützel SO            | Balsthal BE               |           | Landesgrenze – Kleinlützel – Laufen – Breitenbach – Büsserach – Passwang – Mümliswil – Balsthal                                                          |
| 268   | Oensingen SO              | Murgenthal AG             |           | Oensingen – Kestenholz – Murgenthal |
| 268.1 | Kestenholz SO             | Wangen bei Olten SO       |           | Kestenholz – Neuendorf – Kappel – Wangen bei Olten |
| 269   | Solothurn                 | Oberönz BE                |           | Solothurn – Derendingen – Oberönz |
| 270   | Biberist SO               | Koppigen BE               |           | Biberist – Gerlafingen – Koppigen |
| 271   | Gerlafingen SO            | Kriegstetten SO           |           | Gerlafingen – Kriegstetten |
| 272   | Breitenbach SO            | Bad Bubendorf BL          |           | Breitenbach – Reigoldswil – Bad Bubendorf |
| 273   | Flüh SO                   | Basel                     |           | (Leymen) – Flüh – Bättwil – Aesch – Dornachbrugg – Münchenstein (Schwertrain) – Basel                                                                    |
| 274   | Röschenz BL               | Binningen BL              |           | Röschenz – Challpass – Metzerlen-Mariastein – Flüh – Bättwil – Biel-Benken – Oberwil – Binningen                                                         |
| 275   | Rheinfelden AG            | Möhlin AG                 | 7 km      | – Rheinfelden – Riburg – Möhlin |
| 276   | Kienberg SO               | Frick                     |           | Kienberg – Wittnau – Frick |
| 277   | Etzgen AG                 | Stilli AG                 |           | Etzgen – Bürersteig – Stilli |
| 278   | Baden AG                  | Neuenhof AG               | 3 km      | Baden – Wettingen – Neuenhof |
| 280   | Hausen AG                 | Wohlen                    | 15 km     | Hausen – Dottikon – Wohlen – |
| 280.1 | Birr AG                   | Lupfig AG                 |           | 280 – Birr – Lupfig – 280 – 296 |
| 280.2 | Dintikon AG               | Dottikon AG               |           | Dintikon (Langelen) – Dottikon |
| 281   | Fislisbach AG             | Busslingen AG             |           | Fislisbach – Busslingen – (östlich Bremgarten) |
| 282   | Fislisbach AG             | Mutschellen/Berikon AG    |           | Fislisbach – Oberrohrdorf – Remetschwil – Bellikon – Widen – Berikon (Mutschellen)                                                                       |
| 283   | Rothrist AG               | Aarburg AG                | 3 km      | Rothrist – Aarburg |
| 284   | Zofingen AG               | Oftringen AG              |           | (nördlich Zofingen) – (östlich Oftringen) |
| 285   | Kölliken AG               | Unterkulm AG              |           | Kölliken (Bahnübergang südlich) – Holziken – Schöftland – Böhler-Passhöchi – Unterkulm                                                                   |
| 285.1 | Kölliken AG               | Muhen AG                  |           | Kölliken – Muhen |
| 285.2 | Kölliken AG               | Holziken AG               |           | Kölliken – Holziken |
| 286   | Schöftland AG             | Unterentfelden AG         | 8 km      | Schöftland – Muhen – Oberentfelden – Unterentfelden (Distelberg)                                                                                         |
| 286.1 | Schöftland AG             |                           |           | Schöftland (Zentrum – Süd) |
| 287   | Schöftland AG             | Kirchleerau AG            |           | Schöftland – Wittwil – Staffelbach – Kirchleerau |
| 288   | Rupperswil AG             | Seon AG                   | 7 km      | Rupperswil – Schafisheim (Schoren) – Seon |
| 288.1 | Rupperswil AG             | Schafisheim AG            |           | Rupperswil – Schafisheim 289 |
| 289   | Hunzenschwil AG           | Möriken-Wildegg AG        |           | Hunzenschwil – Möriken-Wildegg |
| 290   | Reinach AG                | Beinwil am See AG         |           | Reinach – Beinwil am See |
| 291   | Boniswil AG               | Meisterschwanden AG       |           | Boniswil – Meisterschwanden |
| 292   | Meisterschwanden AG       | Fahrwangen AG             |           | Meisterschwanden – Fahrwangen |
| 293   | Villmergen AG             | Wohlen                    |           | Villmergen – Wohlen (Bullenberg) |
| 294   | Eiken AG                  | Hardwald AG               |           | Eiken – Hardwald – (westlich Laufenburg) |
| 294.1 | Eiken AG                  | Sisseln AG                |           | Eiken – Sisseln |
| 295   | Siggenthal AG             | Zürich                    | 26 km     | Siggenthal (Station) – Ennetbaden – Wettingen – Würenlos – Weiningen – Zürich (Höngg)                                                                    |
| 295.1 | Siggenthal AG             | Bad Zurzach AG            |           | Siggenthal (Station) – Würenlingen – Tegerfelden – Bad Zurzach                                                                                           |
| 295.2 | Würenlingen AG            | Endingen AG               |           | Würenlingen – Endingen |
| 295.3 | Zürich                    | Regensdorf ZH             |           | Zürich (Frankental) – Grünwald – Regensdorf |
| 295.4 | Zurzach AG                |                           |           | Bad Zurzach (Rheinbrücke ) – (Rheinheim) |
| 296   | Windisch AG               | Neuenkirch LU             | 67 km     | Windisch – Birrhard – Mellingen – Göslikon – Bremgarten – Mühlau – Sins – Gisikon – Inwil – Eschenbach – Rain – Sempach – Lippenrütti                    |
| 296.1 | Untersiggenthal AG        | Dättwil AG                | 10 km     | Untersiggenthal – Turgi – Gebenstorf – Birmenstorf – Dättwil                                                                                             |
| 297   | Wettingen AG              | Adlikon bei Regensdorf ZH | 10 km     | Wettingen – Otelfingen – Adlikon bei Regensdorf |
| 298   | Villmergen AG             | Gelfingen LU              | 17 km     | nördlich Villmergen beim Holzbach – Villmergen – Fahrwangen – Gelfingen                                                                                  |
| 299   | Muri AG                   | Hedingen ZH               |           | Muri – Birri – Ottenbach – Zwillikon – Hedingen |
| 305   | Bottmingen BL             | Birsfelden BL             |           | Bottmingen – Münchenstein – Muttenz – Birsfelden |
| 306   | Pratteln BL               | Schweizerhalle BL         |           | Pratteln – Schweizerhalle |
| 307   | Sissach BL                | Eptingen BL               |           | Sissach – Zunzgen – Diegten – Eptingen |
| 308   | Pratteln BL               | Augst BL                  |           | Pratteln (Hülften) – Augst |
| 308.1 | Liestal                   | Arisdorf BL               |           | Liestal – Arisdorf |
| 309   | Sissach BL                | Kienberg SO               |           | Sissach – Gelterkinden – Ormalingen – Rothenfluh – Anwil – Kienberg                                                                                      |
| 310   | Biel-Benken BL            | Dornach SO                |           | Biel-Benken – Reinach – Dornachbrugg – Dornach |
| 311   | Therwil BL                | Basel                     |           | Therwil – Binningen – Basel |
| 312   | Allschwil BL              | Basel                     |           | (Hégenheim) – Allschwil – Basel |
| 313   | Ettingen BL               | Oberwil BL                |           | Ettingen – Therwil – Oberwil |
| 314   | Reinach BL                | Arlesheim BL              |           | Reinach – Arlesheim |
| 317   | Basel                     |                           |           | Basel – (Grenzach-Wyhlen ) |
| 318   | Basel                     | Riehen BS                 |           | Basel – Riehen – (Lörrach) |
| 319   | Basel                     |                           |           | Basel – (Weil am Rhein, ) |
| 320   | Basel                     |                           |           | Basel – (Huningue) |
| 322   | Riehen BS                 | Bettingen BS              |           | Riehen – Bettingen |
| 323   | Riehen BS                 | Riehen BS                 |           | Riehen – (Inzlingen) |
| 324   | Riehen BS                 | Riehen BS                 |           | Riehen – (Weil am Rhein) |
| 329   | Schaffhausen SH           | Ramsen SH                 | 20 km     | Schaffhausen – (Büsingen am Hochrhein L 202) – Laag – (Gailingen am Hochrhein L 202 – K 6151) – Ramsen                                                   |
| 329.1 | Ratihart TG               | Bleichi TG                | 4 km      | Ratihart – Diessenhofen – Bleichi – |
| 330   | Stein am Rhein SH         |                           | 2 km      | Stein am Rhein – (Öhningen L 192) |
| 331   | Thayngen SH               | Hofen SH                  | 6 km      | Thayngen – Hofen – (Beuren am Ried L 188) |
| 332   | Moskau SH                 | Heimshofen SH             | 6 km      | (Singen L 191) – Moskau – Ramsen – Hemishofen (Rheinbrücke) –                                                                                            |
| 332.1 | Hemishofen SH             | Stein am Rhein SH         | 2 km      | Hemishofen – Stein am Rhein |
| 336   | Hombrechtikon ZH          | Rüti ZH                   |           | Hombrechtikon – Rüti |
| 337   | Uster ZH                  | Saland ZH                 |           | Uster – Pfäffikon – Saland |
| 338   | Sihlbrugg ZH              | Wädenswil ZH              |           | Sihlbrugg – Wädenswil |
| 339   | Illnau ZH                 | Feldbach ZH               |           | Illnau – Uster – Mönchaltorf – Esslingen – Oetwil am See – Hombrechtikon – Feldbach                                                                      |
| 340   | Zürich ZH                 | Hinwil ZH                 |           | Zürich (Schwamendingen) – Hegnau – Uster – Wetzikon – Hinwil                                                                                             |
| 340.1 | Zimikon ZH                | Volketswil ZH             |           | Zimikon 340 (Industriestrasse) – Volketswil (Stationsstrasse)                                                                                            |
| 342   | Dietikon ZH               | Zürich                    |           | («beim Kreuz» nordwestlich von Dietikon) – Dietikon – Schlieren – Zürich                                                                                 |
| 343   | Flurlingen ZH             | Schloss Laufen ZH         |           | – Schloss Laufen |
| 343.1 | Siblingen SH              | Wilchingen SH             | 16 km     | Siblingen – Gächlingen – Neunkirch – Hallau – Wilchingen – (Jestetten L 165)                                                                             |
| 344   | Kloten ZH                 | Henggart ZH               |           | Kloten – Embrach – – Pfungen – Aesch – Henggart – |
| 345   | Grafstal ZH               | Eschenbach SG             | 32 km     | Grafstal – Oberkemptthal – Pfäffikon – Rüti – Eschenbach                                                                                                 |
| 346   | Grafstal ZH               |                           |           | Grafstal ( – 345) |
| 347   | Zürich                    | Esslingen ZH              |           | Zürich – Forch – Esslingen |
| 347.1 | Oetwil am See ZH          | Grüt ZH                   |           | Oetwil am See – Leerüti – Gossau – Grüt |
| 347.2 | Ottikon ZH                | Bauma ZH                  |           | Ottikon – Grüt – Wetzikon – Bäretswil – Bauma |
| 348   | Glattfelden ZH            | Zürich                    | 22 km     | Glattfelden – Neerach – Rümlang – Zürich (Seebach) |
| 348.1 | Dielsdorf ZH              | Embrach ZH                |           | Dielsdorf (Umfahrung) – Neeracher Riet (Kreisel) – Höri – Bülach – Eschenmosen – Embrach 344                                                             |
| 349   | Kloten ZH                 |                           |           | Anschlussschleife Flughafen Kloten |
| 350   | Kloten ZH                 | Baltenswil ZH             |           | 349 (Flughafen Kloten) – Kloten – Bassersdorf – Baltenswil                                                                                               |
| 351   | Zürich                    | Glattbrugg ZH             |           | Zürich (Thurgauerstrasse) – Glattbrugg |
| 352   | Andelfingen ZH            | Stein am Rhein SH         | 19 km     | Andelfingen – Ossingen – Unterstammheim – Etzwilen – Stein am Rhein                                                                                      |
| 353   | Rickenbach ZH             | Uesslingen TG             | 7 km      | – Rickenbach – Uesslingen |
| 354   | Hegnau ZH                 | Tägerschen TG             | 37 km     | Hegnau – Fehraltorf – Wildberg – Turbenthal – Bichelsee – Münchwilen – Tägerschen                                                                        |
| 361   | Littau LU                 | Luzern                    |           | – Littau – Luzern |
| 361.1 | Kriens LU                 | Horw LU                   |           | Kriens – Horw |
| 362   | Ettiswil LU               | Gerliswil LU              |           | Ettiswil – Ruswil – Gerliswil (Emmen LU) |
| 363   | Schenkon LU               |                           |           | Schenkon (Zellfeld – Zollhaus) |
| 363.1 | Beromünster LU            | Emmen LU                  | ca. 16 km | Beromünster – Neudorf – Rothenburg – Emmen (Sprengi) |
| 363.2 | Emmen LU                  | Luzern                    |           | Emmen – Süd – Sedel – Luzern |
| 364   | Wolhusen LU               | Ruswil LU                 |           | Wolhusen – Ruswil |
| 364.1 | Flühli LU                 | Sörenberg LU              |           | Landbrügg – Flühli – Sörenberg |
| 365   | Gettnau LU                | Willisau LU               |           | Gettnau – Willisau |
| 366   | Mosen LU                  | Aesch LU                  |           | Mosen – Aesch |
| 367   | Mettlen LU                | Ebikon LU                 |           | – Mettlen – Oberhofen – Ebikon |
| 368   | Sins                      | Küssnacht SZ              | 13 km     | Sins – Hünenberg – Holzhäusern – Risch – Küssnacht |
| 369   | Goldau SZ                 | Schwyz                    | 10 km     | Goldau – Steinen – Schwyz |
| 370   | Wolfsprung                | Morschach SZ              |           | Wolfsprung – Morschach (Schwyzerhöhe – Rüti) |
| 371   | Oberarth SZ               | Sattel SZ                 | 14 km     | Oberarth – Steinerberg – Sattel |
| 374   | Achereggbrücke NW         | Engelberg OW              |           | Achereggbrücke – Stansstad – Stans – Engelberg |
| 375   | Sarnen                    | Stalden OW                |           | Sarnen – Stalden |
| 376   | Sarnen                    | Wilen OW                  |           | Sarnen – Wilen |
| 377   | Sarnen                    | Treib UR                  |           | Sarnen – Kerns – Stans – Buochs – Beckenried – Emmetten – Seelisberg – Treib                                                                             |
| 377.1 | Stans                     | Buochs NW                 |           | Stans – Ennetbürgen – Buochs |
| 378   | Kerns OW                  | Stöckalp OW               |           | Kerns – Melchtal – Stöckalp |
| 378.1 | Sachseln OW               | Flüeli-Ranft OW           |           | Sachseln – Flüeli-Ranft |
| 381   | Zug                       | Sattel SZ                 | 17 km     | Zug – Aegeri – Sattel – |
| 382   | Cham ZG                   | Zürich                    |           | Cham – Affoltern am Albis – Zürich |
| 382.2 | Bergermoos                | Birmensdorf ZH            |           | Bergmoos – Birmensdorf |
| 383   | Mettmenstetten ZH         | Zürich                    |           | Mettmenstetten – Unterrifferswil – Riedmatt – Albis – Adliswil – Zürich (Wollishofen)                                                                    |
| 386   | Biberbrugg SZ             | Oberiberg SZ              |           | Biberbrugg – Rabennest – Birchli – Gross – Steinbachviadukt – Euthal – Unteriberg – Oberiberg                                                            |
| 386.1 | Rabennest SZ              | Brunni SZ                 |           | Rabennest – Einsiedeln – Trachslau – Alpthal – Brunni |
| 387   | Schwyz                    | Hinterthal SZ             |           | Schwyz – Muotathal – Hinterthal |
| 388   | Schindellegi SZ           | Richterswil ZH            |           | Schindellegi – Samstagern – Richterswil – Richterswil |
| 389   | Schindellegi SZ           | Richterswil ZH            |           | Schindellegi – Wollerau – Richterswil |
| 390   | Lachen SZ                 | Gommiswald SG             | 15 km     | Lachen – Tuggen – Uznach – Gommiswald |
| 390.1 | Siebnen SZ                | Wangen SZ                 |           | Siebnen – Wangen |
| 391   | Schübelbach SZ            | Tuggen SZ                 |           | Schübelbach – Tuggen |
| 392   | Siebnen SZ                | Innerthal SZ              |           | Siebnen – Rempen – Vorderthal – Innerthal |
| 393   | Mendrisio TI              | Arzo TI                   |           | Mendrisio – Rancate – Arzo – (Viggiù) |
| 394   | Gaggiolo TI               | Mendrisio TI              |           | Gaggiolo – Stabio – Genestrerio – Croce Grande – Mendrisio                                                                                               |
| 395   | Croce Grande              | Chiasso TI                |           | Croce Grande – Genestrerio – Boscherina – Novazzano – Pobbia – Chiasso                                                                                   |
| 396   | Novazzano TI              | Marcetto TI               |           | Novazzano – Marcetto (Zoll) – (Ronago, Italien) |
| 396.1 | Novazzano TI              | Brusata di Novazzano TI   |           | Novazzano – Brusata di Novazzano (Zoll) – (Bizzarone, Italien)                                                                                           |
| 397   | Chiasso TI                | Pizzamiglio TI            |           | Chiasso – Pizzamiglio – (Maslianico, Italien) |
| 398   | Fornasette TI             | Lamone TI                 |           | (Luino, Italien) – Fornasette – Ponte Tresa – Agno – Lamone                                                                                              |
| 399   | Agno TI                   | Gandria TI                |           | Agno – Lugano – Gandria – (Menaggio ) |
| 399.1 | Lugano TI                 | Tesserete TI              |           | Lugano – Canobbio – Tesserete |
| 399.2 | Viganello TI              | Ruvigliana TI             |           | Viganello – Ruvigliana (Kreuzung via Fulmignano und strada di Gandria)                                                                                   |
| 400   | Manno TI                  | Cadempino TI              |           | Manno – Cadempino |
| 401   | Bioggio TI                | Massagno TI               |           | Bioggio – Crespera – Cinque Vie – Lugano – Massagno |
| 402   | Lugano TI                 |                           |           | Lugano (Cornaredo – Ponte sul Cassarate – Piano Stampa)                                                                                                  |
| 403   | Bissone TI                |                           |           | Bissone – (Campione d’Italia) |
| 404   | Lugano TI                 | Grancia TI                |           | Lugano – Paradiso – Grancia – Cernesio – Figino – Abzweigung nach Ponte Tresa – Cadepiano – Grancia                                                      |
| 405   | Dirinella TI              | Quartino TI               |           | ( Luino) – Dirinella – Vira (Gambarogno) – Quartino |
| 406   | Gordola TI                | Cadenazzo TI              |           | Gordola – Quartino – Cadenazzo |
| 407   | Bignasco TI               | Solduno TI                | 26 km     | Bignasco – Ponte Brolla – Solduno |
| 407.1 | Muralto TI                | San Antonio TI            |           | Muralto – Orselina – Madonna del Sasso – Locarno/San Antonio                                                                                             |
| 407.2 | Intragna TI               | Ponte Brolla TI           |           | Intragna – Ponte Brolla |
| 408   | Biasca TI                 | Bellinzona                |           | Biasca – Iragna – Gorduno – Bellinzona |
| 409   | Bodio TI                  | Personico TI              |           | Bodio – Personico |
| 410   | Lavorgo TI                | Chironico TI              |           | Lavorgo – Nivo – Chironico |
| 411   | Rodi-Fiesso TI            | Dalpe TI                  |           | Rodi-Fiesso – Prato (Leventina) – Dalpe |
| 412   | Airolo TI                 | Nante TI                  |           | Airolo – Nante |
| 413   | Ulrichen VS               | Airolo TI                 |           | Ulrichen – Nufenenpass – All'Acqua – Airolo |
| 414   | Landquart GR              | St. Luzisteig GR          |           | Landquart – Maienfeld – St. Luzisteig – (Balzers) |
| 415   | Landquart GR              | Malans GR                 |           | Landquart – Malans |
| 416   | Disentis/Mustér GR        | Biasca TI                 |           | Disentis/Mustér – Lukmanierpass – Olivone – Biasca |
| 416.1 | Olivone TI                | Ghirone TI                |           | Olivone – Campo Blenio – Ghirone |
| 416.3 | Ilanz GR                  | Obersaxen GR              |           | Ilanz – Obersaxen (Meierhof) |
| 416.4 | Ilanz GR                  | Vignogn GR                |           | Ilanz – Vella – Vignogn |
| 417   | Thusis GR                 | Davos GR                  | 35 km     | Thusis – Sils im Domleschg – Tiefencastel – Surava – Davos Wiesen – Davos                                                                                |
| 417.5 | Surava GR                 | Bergün/Bravuogn GR        |           | Surava – Filisur – Bergün/Bravuogn |
| 418   | Spissermühle GR           | Samnaun GR                |           | Spissermühle – Samnaun |
| 419   | Champfèr GR               | St. Moritz GR             |           | Champfèr – Via Somplaz – St. Moritz |
| 421   | La Motta GR               | Forcola di Livigno GR     |           | La Motta GR – Forcola di Livigno – (Livigno, Italien) |
| 422   | Schwanden GL              | Elm GL                    | 17 km     | Schwanden – Engi – Matt – Elm |
| 426   | Uznach SG                 | Neuhaus SG                | 3 km      | Uznach – Uznaberg – Neuhaus |
| 427   | Reichenburg SZ            | Ricken SG                 | 14 km     | Reichenburg – Kaltbrunn – Gommiswald – Ricken |
| 427.1 | Bilten SG                 | Schänis SG                | 1 km      | Bilten – Schänis |
| 428   | Eschenbach SG             | Schmerikon SG             | 5 km      | Eschenbach – Schmerikon |
| 429   | Ziegelbrücke SG           | Amden SG                  | 8 km      | Ziegelbrücke – Weesen – Amden |
| 430   | Wil SG                    | Gossau SG                 | 17 km     | Wil SG – Oberuzwil – Flawil – Gossau |
| 430.1 | Rickenbach TG             | Gähwil SG                 | 8 km      | Rickenbach – Kirchberg – Gähwil |
| 431   | Lütisburg SG              | Flawil SG                 | 10 km     | Lütisburg – Flawil |
| 432   | Flawil SG                 | Degersheim SG             | 5 km      | Flawil – Degersheim |
| 433   | Gams SG                   | Haag SG                   | 4 km      | Gams – Haag – – (Bendern) |
| 433.1 | Sevelen SG                |                           | 2 km      | Sevelen – – (Vaduz) |
| 434   | Oberriet SG               |                           | 1 km      | Oberriet – – (Feldkirch) |
| 434.1 | Sennwald SG               |                           | 2 km      | Sennwald – – (Ruggell) |
| 435   | Berneck SG                | Au SG                     | 3 km      | Berneck – Au – – (Lustenau ) |
| 436   | St. Margrethen SG         |                           | 2 km      | St. Margrethen ( – – ) |
| 437   | Wil SG                    | Kehlhof (Berg) TG         | 18 km     | / Wil – Mettlen – Bürglen – Kehlhof (Berg) |
| 438   | Altstätten SG             | Kriessern SG              | 5 km      | Altstätten – Kriessern – |
| 439   | Sargans SG                |                           | < 1 km    | Sargans (Postplatz/Schwefelbadplatz – ) |
| 441   | St. Gallen                | Abtwil SG                 | 2 km      | St. Gallen (Bild ) – Abtwil |
| 443   | Wil SG                    |                           | 1 km      | Wil ( – Autostrasse Ostumfahrung Wil) |
| 444   | Oberuzwil SG              | Bischofszell TG           | 13 km     | Oberuzwil – Uzwil – Oberbüren – Niederbüren – Bischofszell                                                                                               |
| 445   | St. Gallen                | Diepoldsau SG             | 32 km     | St. Gallen – Eggersriet – Heiden – Berneck – Widnau – Diepoldsau – (Hohenems)                                                                            |
| 446   | St. Gallen                | Trogen AR                 | 9 km      | St. Gallen – Speicher – Trogen |
| 447   | St. Gallen                | Altstätten AR             | 26 km     | St. Gallen – Teufen – Gais – Altstätten |
| 448   | Neu St. Johann SG         | Gais AR                   | 37 km     | Neu St. Johann – Schwägalp – Urnäsch – Appenzell – Gais                                                                                                  |
| 449   | Bad Ragaz SG              | Maienfeld GR              | 2 km      | Bad Ragaz – Maienfeld |
| 450   | Lömmenschwil SG           | Egnach TG                 | 6 km      | Lömmenschwil – Neukirch – Egnach |
| 451   | Wittenbach SG             | Arbon TG                  | 8 km      | Wittenbach – Arbon |
| 452   | Goldach SG                |                           | 1 km      | Goldach ( – ) |
| 458   | Appenzell                 | Wasserauen AI             | 6 km      | Appenzell – Weissbad – Wasserauen |
| 458.1 | Appenzell                 | Steinegg AI               | 2 km      | 448 Appenzell – Steinegg 458 |
| 459   | Appenzell                 | Hundwil AR                | 9 km      | Appenzell – Hundwil 463 |
| 462   | Urnäsch AR                | Waldstatt AR              | 6 km      | Urnäsch – Waldstatt |
| 463   | Waldstatt AR              | Rheineck SG               | 37 km     | Waldstatt – Hundwil – Teufen – Trogen – Heiden – Rheineck                                                                                                |
| 465   | Frauenfeld                | Hüttwilen TG              | 7 km      | Frauenfeld – Hüttwilen |
| 466   | Frauenfeld                | Mettlen TG                | 21 km     | / Frauenfeld – Wängi – Lommis – Affeltrangen – Märwil – Mettlen                                                                                          |
| 466.1 | Aadorf TG                 | Matzingen TG              | 4 km      | Aadorf – Matzingen (Alp) |
| 467   | Pfyn TG                   | Steckborn TG              | 10 km     | Pfyn – Steckborn |
| 468   | Eschlikon                 | Münchwilen TG             | 4 km      | Eschlikon – Sirnach – Münchwilen |
| 468.1 | Fischingen TG             | Wil SG                    | 7 km      | Fischingen – Sirnach – Wil (Bild) |
| 469   | Weinfelden TG             | Mauren TG                 | 3 km      | Weinfelden – Mauren |
| 470   | Kreuzlingen TG            | Herisau                   | 38 km     | (Konstanz) – Kreuzlingen – Sulgen – Bischofszell – Gossau – Herisau                                                                                      |
| 471   | Scherzingen               | St. Gallen                | 30 km     | Scherzingen – Oberaach – Amriswil – Lömmenschwil – Wittenbach – St. Gallen                                                                               |
| 472   | Bischofszell TG           | Amriswil TG               | 6 km      | Bischofszell – Zihlschlacht – Amriswil |
| 473   | Amriswil TG               | Kesswil TG                | 6 km      | Amriswil – Kesswil |
| 474   | Amriswil TG               | Arbon TG                  | 9 km      | Amriswil – Neukirch – Arbon |

#### Eingeschränkt befahrbare Hauptstrassen
Die Hauptstrassen 505 und höher dürfen nur von Fahrzeugen mit bis zu 2,30 Metern Breite befahren werden.
| Nr. | Startpunkt                 | Endpunkt         | Länge | Routenverlauf                                            |
| --- | -------------------------- | ---------------- | ----- | -------------------------------------------------------- |
| 505 | Jaun FR                    |                  |       | 189 Jaun – Kantonsgrenze FR/BE 219                       |
| 507 | Orsières VS                | Champex VS       |       | Orsières – Champex                                       |
| 509 | Gampel VS                  | Goppenstein VS   |       | Gampel – Goppenstein                                     |
| 511 | Gletsch VS                 | Realp UR         |       | Gletsch – Furkapass – Realp (Teil von )                  |
| 526 | Gorges du Pichoux BE       | Undervelier JU   | 5 km  | Gorges du Pichoux – Undervelier (Teil von 248.4)         |
| 536 | Erlinsbach AG              | Kienberg SO      |       | Erlinsbach – Saalhöhe – Kienberg                         |
| 541 | Rheinfelden AG             | Gelterkinden BL  |       | Rheinfelden – Magden – Buus – Gelterkinden               |
| 556 | Bürglen Brügg UR           | Linthal GL       |       | Bürglen Brügg – Klausenpass – Linthal (Teil von )        |
| 558 | Hinterrhein GR             | Mesocco GR       |       | Hinterrhein – San-Bernardino-Pass – Mesocco (Teil von )  |
| 559 | Santa Maria Val Müstair GR | Umbrailpass GR   |       | Santa Maria Val Müstair – Umbrailpass – (Stilfser Joch ) |
| 560 | Camedo TI                  | Intragna TI      |       | ( Domodossola) – Camedo – Intragna                       |
| 561 | Gotthardpass TI            | Motto Bartola TI |       | Gotthardpass – «Tremola» – Motto Bartola                 |
| 566 | Chur                       | Arosa GR         |       | Chur – Arosa                                             |
| 567 | Splügen GR                 | Splügenpass GR   |       | Splügen – Splügenpass – (Chiavenna )                     |

Insgesamt gibt es 14 solcher Hauptstrassen.
Nur wenige Hauptstrassen, vor allem Autobahnzubringer, sind nicht nummeriert. Die restlichen Strassen sind nicht vortrittsberechtigte Nebenstrassen.

## Gesetzliche Grundlagen
Massgebend für die Definition, Klassifizierung und Nummerierung der Hauptstrassen in der Schweiz ist die Durchgangsstrassenverordnung SR 741.272, die sich auf das Strassenverkehrsgesetz SR 741.01 stützt.